# جائزة اليابان الكبرى 2018
جائزة اليابان الكبرى 2018 هو سباق فورمولا 1 أقيم في حلبة سوزوكا، ميه. كان السابع عشر من أصل 21 في بطولة العالم لسباقات الفورمولا واحد موسم 2018. حلّ البريطاني لويس هاملتون أولا بينما جاء الفنلندي فالتيري بوتاس في المركز الثاني.